# Shelbina
Shelbina – miasto w Stanach Zjednoczonych, w stanie Missouri, w hrabstwie Shelby.